# Volker Helas
Volker Helas (* 9. April 1942 in Dresden; † 12. August 2022 ebenda) war ein deutscher Kunsthistoriker, Denkmalpfleger und Sachbuchautor.

## Leben
Helas wuchs als Sohn des Glaskünstlers Helmar Helas (1914–1981) und Enkel des Malers Max Friedrich Helas (1875–1949) in Dresden auf und studierte in Leipzig Kulturwissenschaften und Kunstgeschichte. Sein Studium schloss er 1967 mit dem Diplom ab. Er arbeitete anschließend bei den Kunstsammlungen Karl-Marx-Stadt und bei der Deutschen Fotothek. Von 1974 bis 1979 war er als Konservator und später Oberkonservator am Institut für Denkmalpflege in Dresden tätig. Im Jahr 1977 verfasste er in Leipzig seine Dissertation zum Historismus in der Dresdner Architektur um die zweite Hälfte des 19. Jahrhunderts.
Helas floh 1979 in die Bundesrepublik und wurde am Landesamt für Denkmalpflege Hessen als Konservator eingestellt. Er kehrte 1991 nach Dresden zurück und arbeitete als freischaffender Kunsthistoriker. Mittelpunkt seiner Werke war vor allem die Dresdner Bau- und Kulturgeschichte des 19. Jahrhunderts; er war auch der Inventarisator zweier Denkmaltopographien.

## Publikationen (Auswahl)
- 1985: Architektur in Dresden 1800–1900
  - 2. durchgesehene Auflage 1986
  - E-Book bei Springer Fachmedien, Wiesbaden 2013
- 1991: Villenarchitektur in Dresden
- 1994: Denkmaltopographie Bundesrepublik Deutschland, Denkmale in Sachsen, Stadt Dresden, Friedrichstadt (als Bearbeiter)
- 1995: Das Blaue Wunder, die Geschichte der Elbbrücke zwischen Loschwitz und Blasewitz in Dresden
- 1996: Das Stadtbild von Dresden, Stadtdenkmal und Denkmallandschaft
- 1997: Ballhäuser in Dresden (mit Ralf Kukula)
- 1998: Die Dresdner Bank in Dresden, Architektur und Lebensspuren
- 1999: Jugendstilarchitektur in Dresden
- 2002: Flusslandschaften, Die Elbe bei Dresden
- 2002: Großer Garten in Dresden
- 2003: Sempers Dresden, Die Bauten und die Schüler
- 2005: Dresden, eine vergleichende Zeitreise über drei Jahrhunderte
- 2007: Denkmaltopographie Bundesrepublik Deutschland, Denkmale in Sachsen, Stadt Radebeul (als Bearbeiter)